# Нерюктяйинский наслег
Нерюктяйинский наслег — сельское поселение в Мегино-Кангаласском улусе Якутии Российской Федерации.
Административный центр — село Павловск.

## История
Статус и границы сельского поселения установлены Законом Республики Саха (Якутия) от 30 ноября 2004 года N 173-З N 353-III «Об установлении границ и о наделении статусом городского и сельского поселений муниципальных образований Республики Саха (Якутия)».

## Население
| 2002  | 2010  | 2011  | 2012  | 2013  | 2014  | 2015  |
| ----- | ----- | ----- | ----- | ----- | ----- | ----- |
| 2125  | ↘2022 | ↗2023 | ↘2018 | ↘2016 | ↗2037 | ↗2064 |
| 2016  | 2017  | 2018  | 2019  | 2020  | 2021  |       |
| ↘2063 | ↗2064 | ↗2096 | ↗2134 | ↗2144 | ↗2170 |       |

## Состав сельского поселения
| № | Населённый пункт | Тип населённого пункта       | Население |
| - | ---------------- | ---------------------------- | --------- |
| 1 | Павловск         | село, административный центр | ↗2359     |
| 2 | Хомустах         | посёлок                      | ↗19       |

## Известные люди
Левтова, Марина Викторовна (27 апреля 1959, Нерюктяйинский наслег, Мегино-Кангаласский улус, Якутская АССР — 27 февраля 2000, Одинцово, Московская область) — советская и российская актриса кино. Заслуженная артистка России (1999).